# Ferdinand Herbst (Politiker)
Ferdinand Herbst (* 8. Dezember 1873 in Strelitz-Alt; † 29. Juni 1938 in Neustrelitz) war ein deutscher Maurer, Unternehmer und Politiker der SPD.

## Leben
Herbst war wohl Maurer, bevor er in Berlin ein Müllabfuhrunternehmen erwarb. Er gehörte der Verfassunggebenden Landesversammlung und dem ersten ordentlichen Landtag in Mecklenburg-Strelitz an.